# Mac flooding
Em uma rede de computadores, MAC flooding é uma técnica empregada para comprometer a segurança da rede de switches.
Os switches mantém uma lista dos mapas individuais de cada endereço MAC na rede para a porta física do switch. Ele ativa isto para apenas enviar dados pra fora da porta física, onde o computador receptor é localizado, em vez indiscriminadamente de transmitir os dados fora de todos as portas como um hub. A vantagem deste método é que os dados serão distribuídos somente ao computador que os dados são especificamente destinado.
Em um ataque típico MAC Flooding, o switch é bombardeado por pacotes que contém diferentes destinos de endereço MAC. A intenção é consumir a memória limitada reservada no switch para armazenar a tabela de endereço físico do MAC.
O resultado deste ataque ao switch deixa-o em um estado chamado mode de falha aberta (failopen mode), transformando assim cada pacote que entra em um broadcast de saída, assim como em um hub, ao invés de enviar a porta correta como em um funcionamento normal. Um usuário malicioso pode assim usar um sniffer de pacote rodando em modo promíscuo para capturar dados de outros computadores (como senhas, e-mails, mensagens instantâneas como MSN, ICQ, IRC e outros), o que não seria possível com o funcionamento normal de um switch. Pretende-se garantir a transmissão dos pacotes a seu destino no caso que a integridade do interruptor está comprometida.